# Южна Сърбия
Южна Сърбия, наричана Юг от Сърбия, Югоизточна Сърбия, Юг от Централна Сърбия, Южно Поморавие или исторически Нови Краеви, е историко-географска област в Сърбия, която най-често се отнася до Нишавски, Ябланички, Пчински, Пиротски и Топлички административни области. Площта е около 14 000 km2 с около 877 000 жители според преброяването от 2022 г. Жителите на Южна Сърбия говорят торлашки. Най-големият град е Ниш.
В миналото е историческо понятие на великосръбската доктрина за обозначаване на анексираната от Кралство Сърбия територия на Вардарска Македония след Балканската война.